# Stotternheim

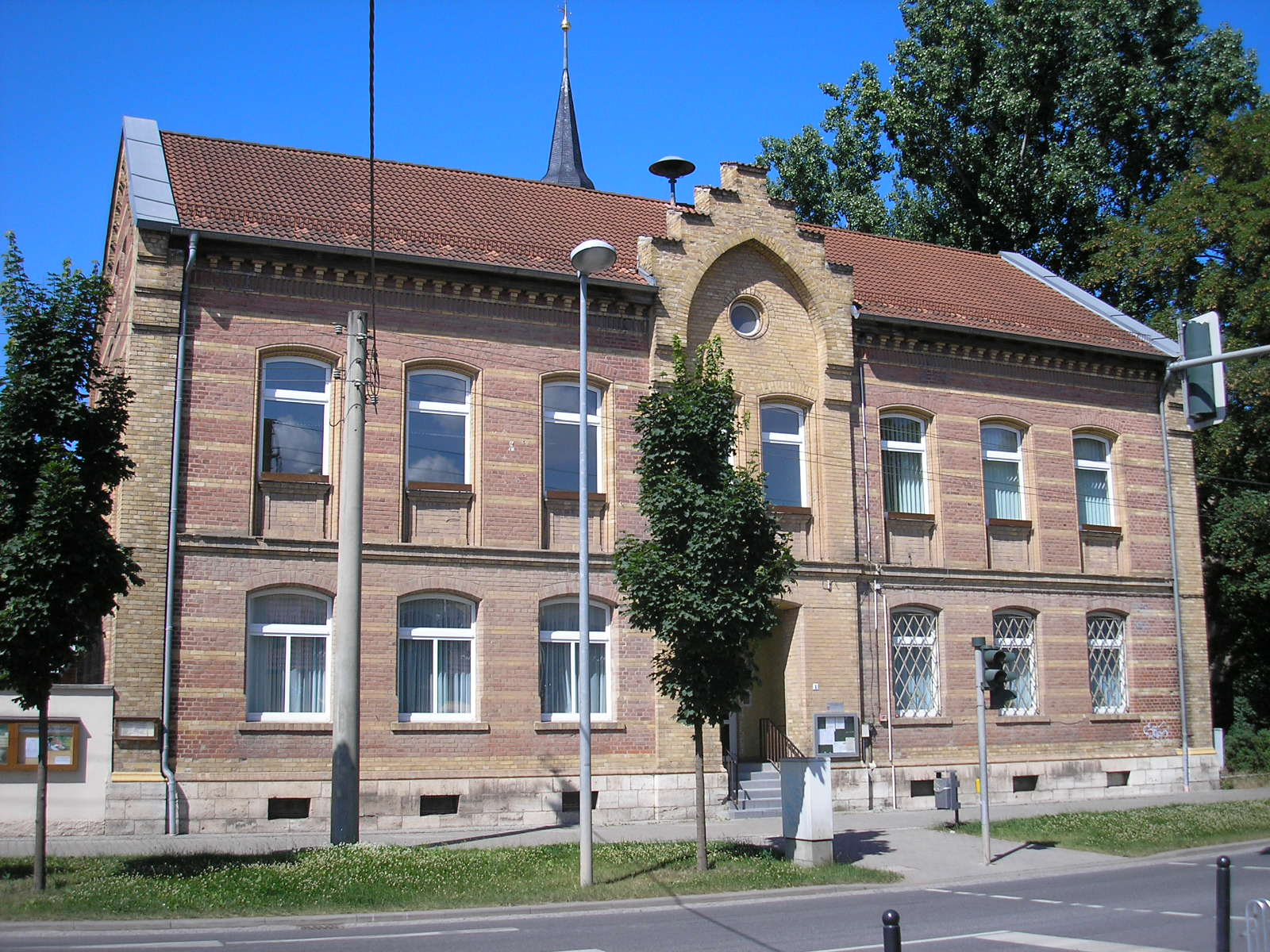
Ortsverwaltung

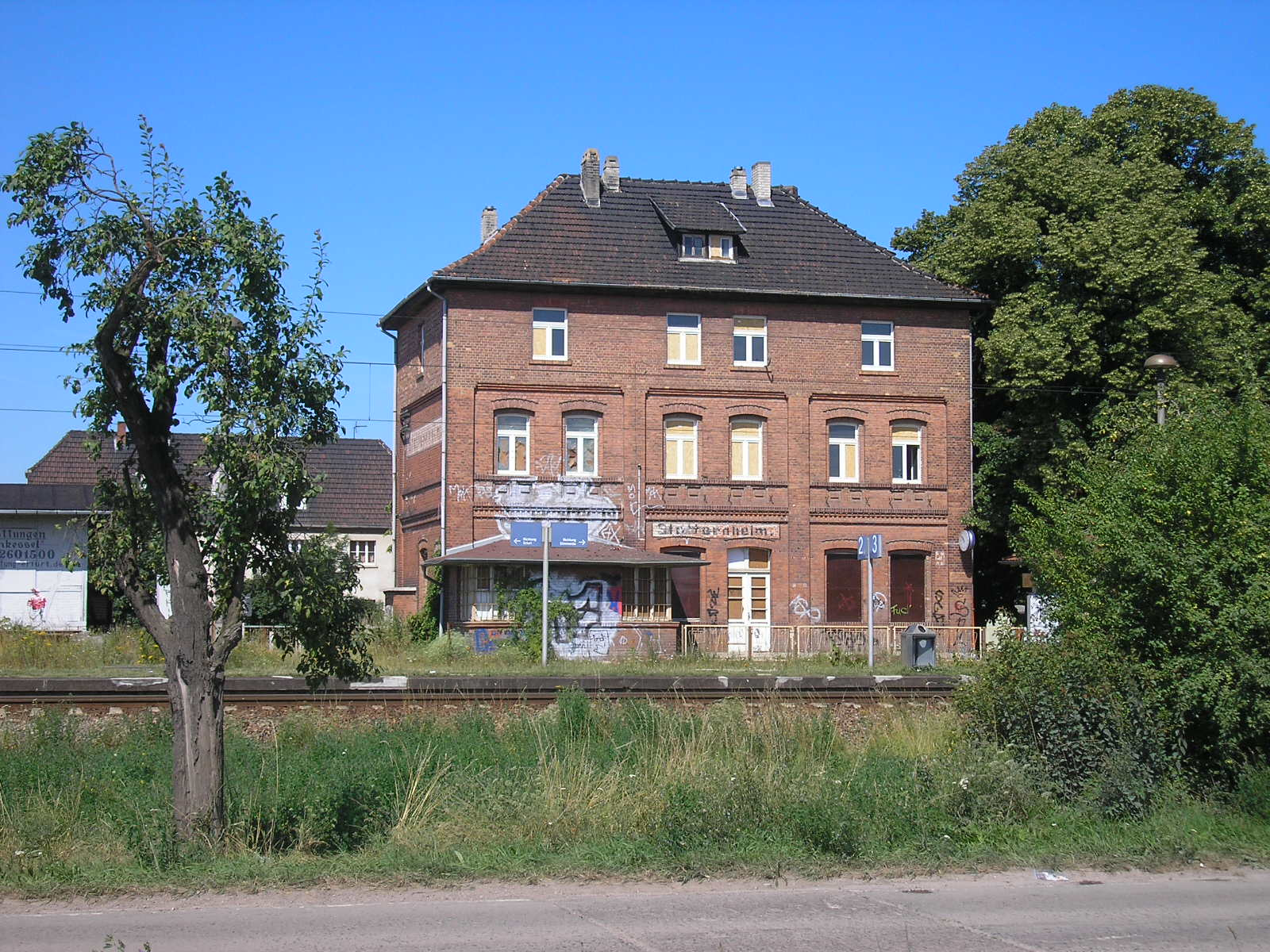
Bahnhof

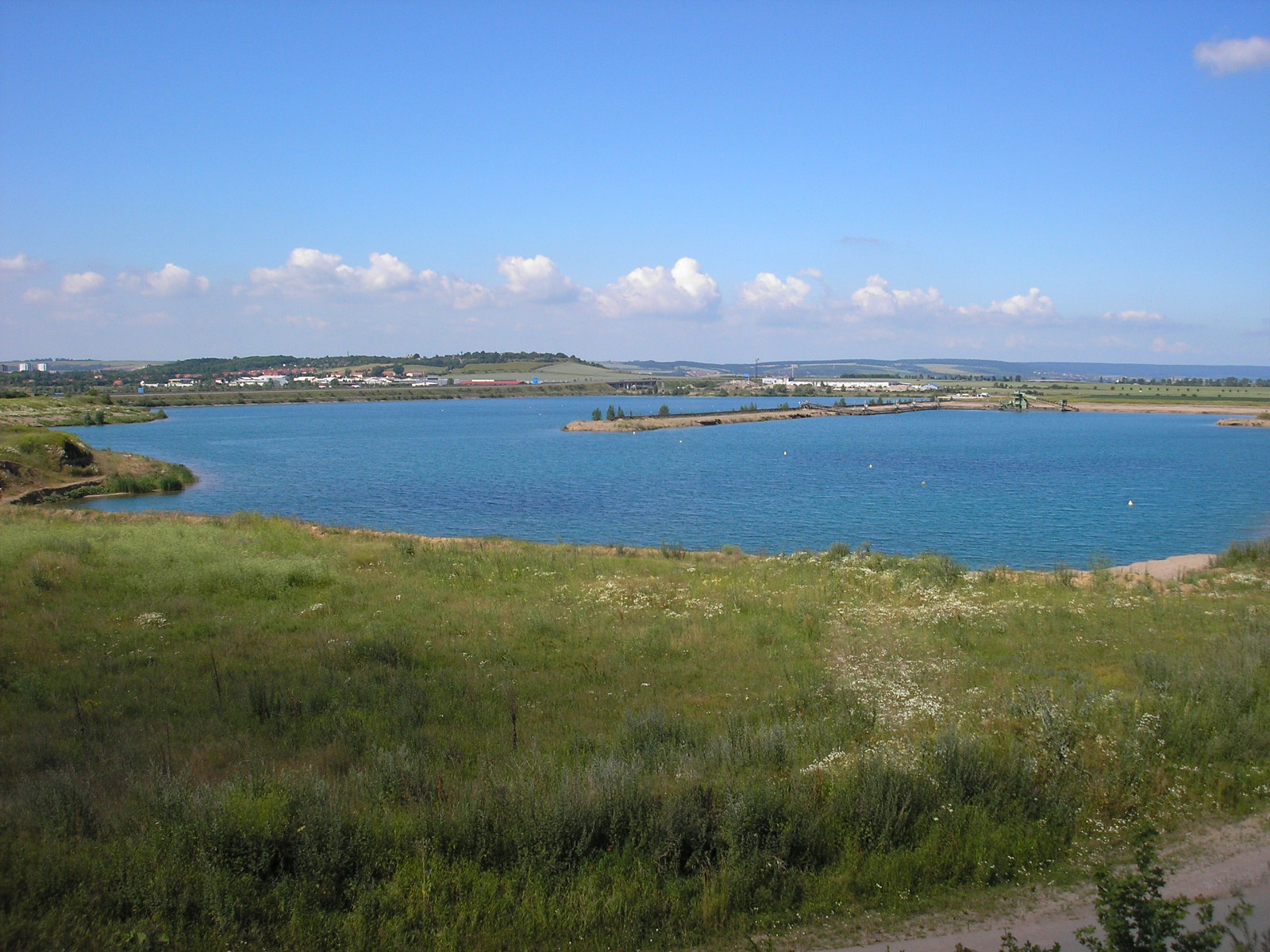
Der Schwerborner See südlich von Stotternheim (Kamerastandpunkt)

Stotternheim ist der flächenmäßig größte Ortsteil von Erfurt. Das Dorf mit seinen rund 3500 Einwohnern liegt etwa drei Kilometer nördlich des Erfurter Stadtrands und etwa neun Kilometer nördlich des Stadtzentrums (Anger). Bekanntheit erlangte Stotternheim durch eine Legende in Bezug auf Martin Luther. Einen ersten Aufschwung erlebte der Ort nach der Eisenbahnanbindung 1881, die für einen Industrialisierungsschub sorgte. Durch die Wiedervereinigung, die Eingemeindung nach Erfurt 1994 und eine Suburbanisierungswelle in den 1990er-Jahren wandelte sich Stotternheim vom Industrie- und Landwirtschaftsort zum Wohnvorort. Heute ist es mit den Erfurter Seen auch als Naherholungsgebiet für die Stadtbevölkerung von Bedeutung.

## Geografie
Stotternheim liegt im Thüringer Becken in etwa 170 Metern Höhe. Das Gelände ist flach und steigt lediglich im Osten zum 222 Meter hohen Galgenhügel etwas an. Wälder bestehen in der Ortsflur nicht, stattdessen dominiert die landwirtschaftliche Nutzung. Westlich des Ortes verläuft die Schmale Gera, während sich östlich von Stotternheim die Erfurter Seen von Norden nach Süden durch die Gemarkung ziehen. Im Einzelnen sind dies der Große und der Kleine Ringsee im Norden, der Luthersee, der Stotternheimer See und die Bergwerk-Teiche in der Mitte und der Schwerborner See im Süden. Die Seen entstehen durch die Flutung der ehemaligen Kiesgruben Stotternheims, wobei die Flutung noch nicht abgeschlossen ist. Am Stotternheimer See befindet sich das Strandbad Stotternheim als Freibad.
Nachbarorte sind Alperstedt im Norden, Großrudestedt und Schwansee im Nordosten, Udestedt im Osten, Schwerborn im Südosten, Erfurt im Süden, Mittelhausen im Südwesten und Nöda im Nordwesten.

## Geschichte
Bei Stotternheim wurde zwischen dem Ort und der Autobahn 71 das größte schnurkeramische Gräberfeld Thüringens (60 Gräber mit reichen Beigaben) aus der Jungsteinzeit freigelegt, daneben Befestigungsgräben, Schächte und Gruben. Einer der alten Namen des Dorfes Stutirheim könnte Stutenheim als Hinweis auf ein Zentrum der Pferdezucht bedeuten.
Erstmals urkundlich erwähnt wurde der Ort im Jahr 1088 in Zusammenhang mit einem Herrn von Stotternheim. 1269 zerstörte die Stadt Erfurt die Wasserburg Stotternheim, die zum „Raubschloss“ der „Raubritter von Stotternheim“ geworden war, und übernahm den Ort als erstes Erfurter Dorf. Von 1362 bis 1605 waren Mitglieder der Familie von Stotternheim Herren des Wasserschlosses von Günthersleben. Die Familie von Stotternheim zog nach Erfurt und stellte dort eine Reihe herausragender Persönlichkeiten. Hiob von Stotternheim wurde als Waidjunker reichster Bürger der Stadt. Anfang des 17. Jahrhunderts war er mehrmals Ratsmeister und erbaute den Renaissance-Bau Stotternheimsches Palais in Erfurt. Otto von Stotternheim war zweimaliger Rektor der Erfurter Universität. Der Waidanbau spielte in Stotternheim eine große Rolle.
Nach einer Legende wurde Martin Luther auf einem Acker bei Stotternheim am 2. Juli 1505 von einem schweren Gewitter heimgesucht, was ihn dazu bewegt haben soll, Mönch zu werden. Daraufhin wechselte er an der Universität Erfurt das Studienfach von Jura auf Theologie und trat ins Augustinerkloster ein. An diese Legende erinnert der Lutherstein östlich von Stotternheim.
Im Jahr 1699 wurde Stotternheim bei einem Brand zerstört, 1791 kam es wieder zu einem Feuer, welches 74 Wohnhäuser vernichtete. 1704 wurde die evangelische Kirche eingeweiht. Von 1795 bis 1800 wurde der Schwansee trockengelegt. 1802 wurde Stotternheim mit Erfurt preußisch, nachdem es vorher gemeinsam mit Erfurt zu Kurmainz gehört hatte. Von 1806 bis 1814 war es Teil des napoleonischen Fürstentums Erfurt. Am Krieg gegen Napoleon 1813/14 nahmen auch Stotternheimer Freiwillige teil. Im Jahr 1815 wurde auf dem Wiener Kongress beschlossen, Stotternheim und Schwerborn aus dem Amt Gispersleben zusammen mit den östlichen und südöstlichen Erfurter Gebieten dem Großherzogtum Sachsen-Weimar-Eisenach zu übertragen. Bis 1920 gehörte es zu diesem Staat bzw. zum Freistaat Sachsen-Weimar-Eisenach (Amt Großrudestedt bzw. Verwaltungsbezirk Weimar). Danach wurde Stotternheim Teil des neu gegründeten Landes Thüringen, womit zwischen dem Dorf und Erfurt noch bis 1945 die thüringisch-preußische Landesgrenze verlief. Anschließend kam Stotternheim 1952 zum Kreis Erfurt-Land.
Zwischen 1828 und 1950 wurde in Stotternheim Steinsalz gewonnen. 1847 konnte auch das Solbad „Louisenhall“ (benannt nach der Weimarer Großherzogin Luise) eröffnet werden. 1887 förderte erstmals die Saline „Neuhall“ Sole zur Steinsalzgewinnung. Die Bahnstrecke Sangerhausen–Erfurt durch Stotternheim wurde 1881 eröffnet. 1895 erhielt Stotternheim Telefon-, 1902 Strom-Anschluss. 1900 hatte der Ort 1471 Einwohner. 1934 erbaute die Gemeinde mit viel Eigenleistung ein vorbildliches Freibad. Der Kur- und Badebetrieb von Louisenhall wurde kriegsbedingt 1943 eingestellt.
Am 11. April 1945 wurde Stotternheim von US-Truppen besetzt. Diese erschossen 13 deutsche Soldaten, die sie in der alten Saline „aufgegriffen“ hatten.
Anfang Juli 1945 wurden die Amerikaner von der Roten Armee abgelöst, Stotternheim wurde Teil der SBZ. Im Solbad kam es zu Plünderungen.
Der Freiherr Hans Heinz von Wangenheim wurde im Juli 1945 von seinem Gutshof vertrieben und enteignet. Der Siedelhof war ein nach Brand eines jahrhundertealten Vorgängerbaus 1791 errichteter, mehrfach erweiterter, schiefergedeckter Fachwerkbau mit wertvollen Kunstsammlungen und Bibliothek, über deren Verbleib nach Einzug von Behörden nichts Sicheres bekannt ist. Der Gutspark wurde abgeholzt. Das Gebäude verfiel daraufhin und wurde in den 1970er-Jahren abgerissen. Die Saline Neuhall (Besitzer Gebrüder Eberhardt) wurde enteignet und 1949 stillgelegt.
1952 wurde die katholische Kirche eingeweiht und die Kirchgemeinde St. Marien gegründet. Mit Flüchtlingen und Heimatvertriebenen waren viele Katholiken nach Stotternheim und Umgebung gekommen. In den 1960er-Jahren entstanden eine Reihe von Häuserblocks im typischen Stil des AWG-Wohnbaus (Altneubauten). 1959/60 wurden die Schornsteine der Saline und die Wohnhäuser der Siede- und Bademeister abgetragen. 1980 gründete sich die Punkband Schleim-Keim in Stotternheim, die hauptsächlich in Kirchen auftrat.
Nach der Wende 1990 entstanden neue Wohngebiete. 1994 wurde das Freibad (von 1934) erneuert, um dann 2003 geschlossen zu werden. 1994 wurde Stotternheim in die Landeshauptstadt Erfurt eingegliedert.

### Einwohnerentwicklung
Stotternheim war bereits im 19. Jahrhundert eines der größeren Dörfer in der Erfurter Umgebung. Seit der Anbindung ans Eisenbahnnetz 1881 und der darauf folgenden Industrialisierung stiegen die Einwohnerzahlen rasch an, um nach dem Zweiten Weltkrieg relativ konstant bei etwa 3000 zu liegen. Nach der Wiedervereinigung ging die Einwohnerzahl des Ortes kurz zurück, jedoch setzte schon in den frühen 1990er-Jahren eine starke Suburbanisierung ein. Mit dem Abschluss dieses Prozesses erreichte die Einwohnerzahl Stotternheims 1999 mit 3682 einen Höchststand. Seitdem ist sie wieder leicht rückläufig.
| Jahr      | 1843 | 1900 | 1910 | 1925 | 1939 | 1990 | 1995 | 2000 | 2005 | 2010 | 2015 | 2016 | 2017 | 2018 | 2019 | 2020 | 2021 | 2022 | 2023 |
| --------- | ---- | ---- | ---- | ---- | ---- | ---- | ---- | ---- | ---- | ---- | ---- | ---- | ---- | ---- | ---- | ---- | ---- | ---- | ---- |
| Einwohner | 1084 | 1471 | 1613 | 1957 | 2771 | 2929 | 2883 | 3621 | 3552 | 3402 | 3408 | 3412 | 3399 | 3429 | 3432 | 3432 | 3404 | 3413 | 3397 |

## Politik
- Ortsteilbürgermeister ist Christian Maron.
- Der Ortsteilrat besteht aus zehn Mitgliedern.

### Ortspartnerschaften
Eine Ortspartnerschaft besteht zu Gau-Algesheim bei Mainz in Rheinland-Pfalz.

## Kultur und Sehenswürdigkeiten

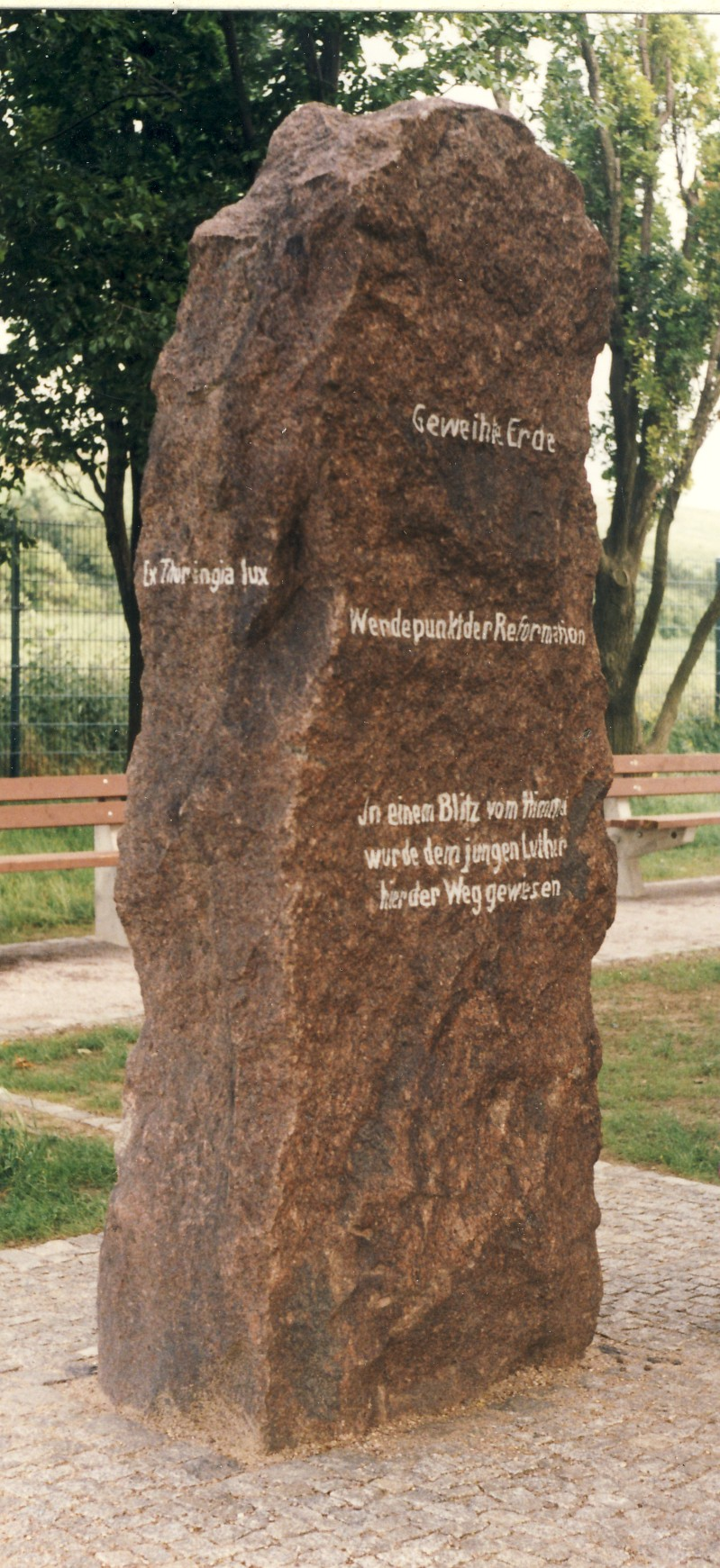
Luther-Denkmal in der Ortslage

### Sehenswürdigkeiten
- Evangelische Kirche St. Peter und Paul von 1704. Die spätromantische Orgel von 1902 stammt aus der Werkstatt von Walcker in Ludwigsburg und wurde 2002 bei einem Sturm beschädigt, aufwendig restauriert und im Mai 2009 wieder eingeweiht.[10]
- Kirchhof mit historischen Grabsteinen und dem Gemeinschaftsgrab für 13 Soldaten der Wehrmacht, die am 11. April 1945 bei der amerikanischen Besetzung des Ortes erschossen worden sind: ein „unaufgeklärtes Ereignis“. Es handelte sich um zwei Unteroffiziere und Mannschaftsdienstgrade unterschiedlicher Einheiten, drei Soldaten waren namentlich unbekannt.[11]
- Historisches Pfarrhaus
- Katholische Kirche von 1952
- Sanierungsbedürftiges, architektonisch interessantes Herrenhaus eines früheren Gutes
- Der Lutherstein aus schwedischem Granit wurde, ermöglicht durch eine Stiftung der Erfurter Unternehmerin Dorothea Peterseim, im Kriegsjahr 1917 am Fuße des Galgenhügels errichtet: im 400. Jahr der Reformation. Das Areal hat die Familie Eger zur Verfügung gestellt und es 1919 der Gemeinde übereignet. Die Festansprache zur Einweihung am 4. November 1917 hielt der Erfurter Historiker Prof. Johannes Biereye.[12] An dieser Stelle soll der frisch promovierte Magister Martin Luther auf dem Fußweg von Eisleben nach Erfurt am 2. Juli 1505 unter dem Eindruck eines bedrohlichen Gewitters das Gelöbnis geleistet haben, Mönch zu werden.[3]
- Der Felsenkeller am Ortsausgang nach Alperstedt ist eine parkähnliche Anlage. 1837 wurde dort ein großer Gewölbekeller (30 × 8 Meter) zur Getränkekühlung der ortsansässigen Wirte gebaut. Nach dem Ersten Weltkrieg entstand über dem Felsenkeller in einem Ehrenhain eine Gedenkstätte für die gefallenen Stotternheimer Soldaten, mit zinnenförmiger Umbauung, die einer kleinen Burganlage ähnelte. Die metallenen Namenstafeln der Gefallenen verschwanden, der Felsenkeller selbst wurde als Müllablage missbraucht. Nach der „Wende“ wurde er wieder freigelegt.[13]
- Das Gebiet um das frühere Solbad Louisenhall (in Richtung Nöda links der Straße) von 1847 ist ein Flächendenkmal mit Resten der früheren Bebauung, den Grundmauern der ehemaligen Kureinrichtung und typischen Salzpflanzen auf den Wiesen der Nachbarschaft
- Strandbad Stotternheim am Stotternheimer See, einer gefluteten Kiesgrube.

## Wirtschaft und Infrastruktur
Wirtschaftlich prägend war für Stotternheim zunächst die Landwirtschaft, die auch heute noch intensiv betrieben wird. Später kamen der Salz- und der Kiesabbau als weitere Wirtschaftszweige hinzu. Der Kiesabbau wird teilweise noch heute betrieben. Die Gewerbegebiete des Ortes befinden sich im Norden an der Schwanseer Straße und im Süden an der Erfurter Landstraße auf Höhe der Autobahnabfahrt Stotternheim. Dort liegt seit 2010 mit dem Internationalen Logistikzentrum Erfurt (ILZ) einer der großen Logistikstandorte im Raum Erfurt.

### Unternehmen
- PAARI GmbH – Eine der größten Waagenbaufirmen Mitteldeutschlands
- Logistikzentrum des Netto Marken-Discount
- Logistikzentrum Eurogate Warehousing (Panasonic)

### Medien
Der Ort verfügt über eine eigene Ortszeitschrift, die monatlich erscheint. Mit der Ausgabe Juni 2006 übernahm eine neu gegründete Redaktion aus Stotternheimer Bürgern dieses Heimatblatt Stotternheim von einem Udestedter Werbestudio. Die Publikation versucht, Ortsgeschehen zu chronologisieren, sowie eigene Themen aus dem Ort aufzugreifen. Die Auflage liegt bei 1850 Exemplaren. Finanziert wird die Zeitschrift aus Anzeigeneinnahmen und einem Zuschuss des Ortschaftsrates, der als Herausgeber fungiert. Das Heimatblatt Stotternheim ist kostenlos.
Als regionale Tageszeitung erscheint die Thüringer Allgemeine, Lokalausgabe Erfurt.

### Verkehr
Stotternheim besitzt seit 1881 einen Bahnhof an der Bahnstrecke Sangerhausen–Erfurt, über den eine Zugverbindung nach Erfurt und Magdeburg besteht. Südlich des Ortes verläuft die A 71, an der der Ort die gleichnamige Anschlussstelle Nr. 8 Erfurt-Stotternheim besitzt. Von Stotternheim führen Straßen nach Erfurt, Sömmerda, Straußfurt, Kühnhausen, Schwerborn und Alperstedt.

## Persönlichkeiten
- Stutternheim, Adelsfamilie aus Stotternheim, erste urkundliche Erwähnung 1143
- Martin Luther (* 1483 in Eisleben; † 1546 in Eisleben), Reformator, nach einer Legende legte er 1505 bei Stotternheim in einem Gewitter das Gelübde ab, Mönch zu werden
- Elias Birnstiel (* um 1600 in Erfurt; † 1679 in Stotternheim), Pfarrer in Stotternheim
- Georg Peter Weimar (* 1734 in Stotternheim; † 1800 in Erfurt), Musiker, wurde Nachfolger von Johann Wilhelm Hässler als erfolgreicher Konzertveranstalter in Erfurt
- Johann Melchior Möller (* 1760 in Erfurt; 1824 in Stotternheim), Pfarrer in Stotternheim und Vater von Johann Friedrich Möller
- Johann Friedrich Möller (* 1789 in Erfurt, aufgewachsen in Stotternheim; † 1861 in Magdeburg), 1815 bis 1843 Pfarrer und Superintendent in Erfurt, ab 1843 Domprediger und Generalsuperintendent in Magdeburg und in der Provinz Sachsen, Dichter des Kirchenlieds Geh hin nach Gottes Willen
- Walter Rein (* 1893 in Stotternheim; † 1955 in Berlin), Komponist von Volksliedern, 1929 Ruf an die Hochschule für Musik in Weimar, dann an Musikakademien in Kassel und Frankfurt, 1935 auf eine Professur an die Staatliche Hochschule für Musikerziehung nach Berlin
- Wolfram Brandes (* 1954 in Stotternheim), Byzantinist
- Dieter Ehrlich, genannt Otze (* 1963; † 2005) und Klaus Ehrlich von der Band Schleim-Keim, die 1983 zusammen mit der Band Zwitschermaschine die LP DDR von Unten als erste Punkplatte der DDR veröffentlicht haben.[14][15]